# Monticle de plataforma

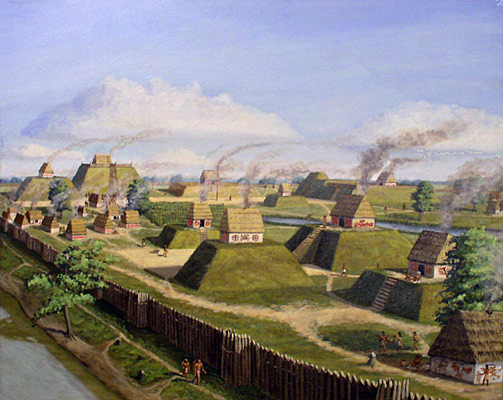
Il·lustració del lloc històric de monticles de plataforma que estava situat en l'extrem sud de l'actual estat d'Illinois dels Estats Units.

Un monticle de plataforma és qualsevol moviment de terres o monticle destinat a suportar una estructura o activitat.

## Est de Nord Amèrica
Els amerindis dels Estats Units van construir monticles de subestructura durant més de mil anys a partir del període arcaic i continuant a través del període Silvícola o Woodland. Moltes cultures arqueològiques diferents com per exemple la cultura del Mississipi de l'est de Nord Amèrica són ben conegudes específicament per l'ús de monticles com un aspecte central de les seves pràctiques generals de religió i creences. Aquests monticles de plataforma són en general en forma de piràmide truncada, de quatre costats escarpats, amb graons construïts de troncs de fusta per un costat dels terraplens. Quan els europeus van arribar per primera vegada a Amèrica del Nord, els pobles de la cultura del Mississipi continuaven utilitzant i construint monticles de plataforma. Els usos documentats per als monticles mississipians inclouen la plataforma semipública de la casa del cap de la tribu, les plataformes públiques del temple, plataformes mortuories, plataformes d'ossearis, plataformes per a residències de la casa de pagès / casa de la ciutat, plataformes quadrades i rodones, i les plataformes de dansa.

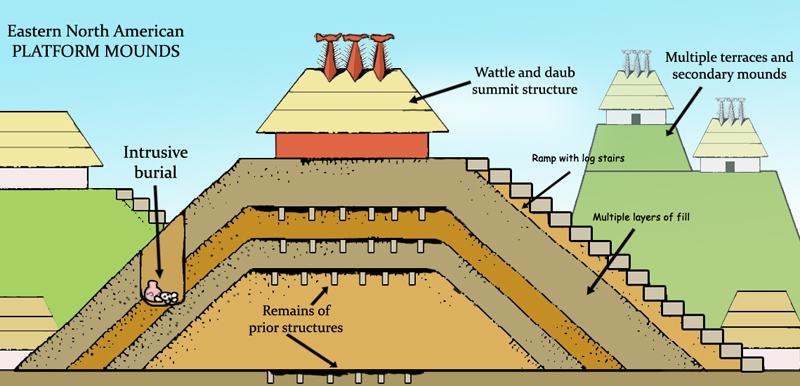
Diagrama que mostra els diversos components dels monticles de subestructura de l'Est d'Amèrica del Nord per a cerimonials indígenes.

Molts dels monticles van ser sotmesos a múltiples episodis de construcció, amb el monticle cada vegada realitzat més gran. La situació d'un monticle tenia per regla general un significat especial, ja sigui en un lloc funerari o en una estructura cívica preexistents. Tot seguit, aquest lloc es cobria amb una capa de terra i argila transportades en cistella i coneguda com farcit de monticle i es construïa una nova estructura en el seu cim. A intervals periòdics d'uns vint anys, aquestes estructures serien remogudes, possiblement destruïdes ritualment com a part de cerimònies de renovació, i una nova capa de farciment novament afegida, juntament amb una nova estructura en el cim cada vegada a més altura. De vegades en la superfície dels monticles es poden veure capes de diverses mides d'argila de colors brillants. Aquestes capes incorporaven diferents tipus d'argila, terra i gespa, una elaborada tècnica d'enginyeria per prevenir l'esllavissament dels monticles i per assegurar el seu costats escarpats no s'ensorressin. Aquest patró o tipus podia repetir-se moltes vegades durant la vida d'un lloc. Les grans quantitats de farcit necessàries per als monticles, van deixar grans pous en el paisatge, ara coneguts pels arqueòlegs com «pou de préstec». De vegades feien servir aquests pous per omplir d'aigua i els proveïen amb peixos.
Alguns monticles van ser realitzats amb nivells separats (o terrasses), com ara el Monticle Emerald, que és una gran terrassa amb dos monticles més petits en el seu cim; o Monticle de Monks, que té quatre nivells separats i se situa a prop dels 30 m d'alçada; aquest monticle tenia almenys deu períodes separats de diferents construccions durant un període de 200 anys. Algunes de les terrasses i costats del monticle semblen haver estat afegides per aturar la caiguda de l'enorme monticle.

### Enterraments
Encara que els monticles estaven destinats principalment com a subestructura per a edificis o activitats, de vegades es produïen sepultures. Els enterraments intrusius van succeir quan una sepultura va ser excavat en un monticle i el cos o els ossos desarticulats va ser dipositat en ella. Es va trobar que en el monticle C d'Etowah tenia més de 100 sepultures intrusives en la capa final del monticle, amb moltes objectes funeraris com a plaques de coure Mississippiense (plaques Etowah), atxes de pedra monolítiques, ceràmica cerimonial i objectes tallats de petxina. També havia enterrat en aquest monticle un conjunt aparellat de marbre blanc d'estàtues.

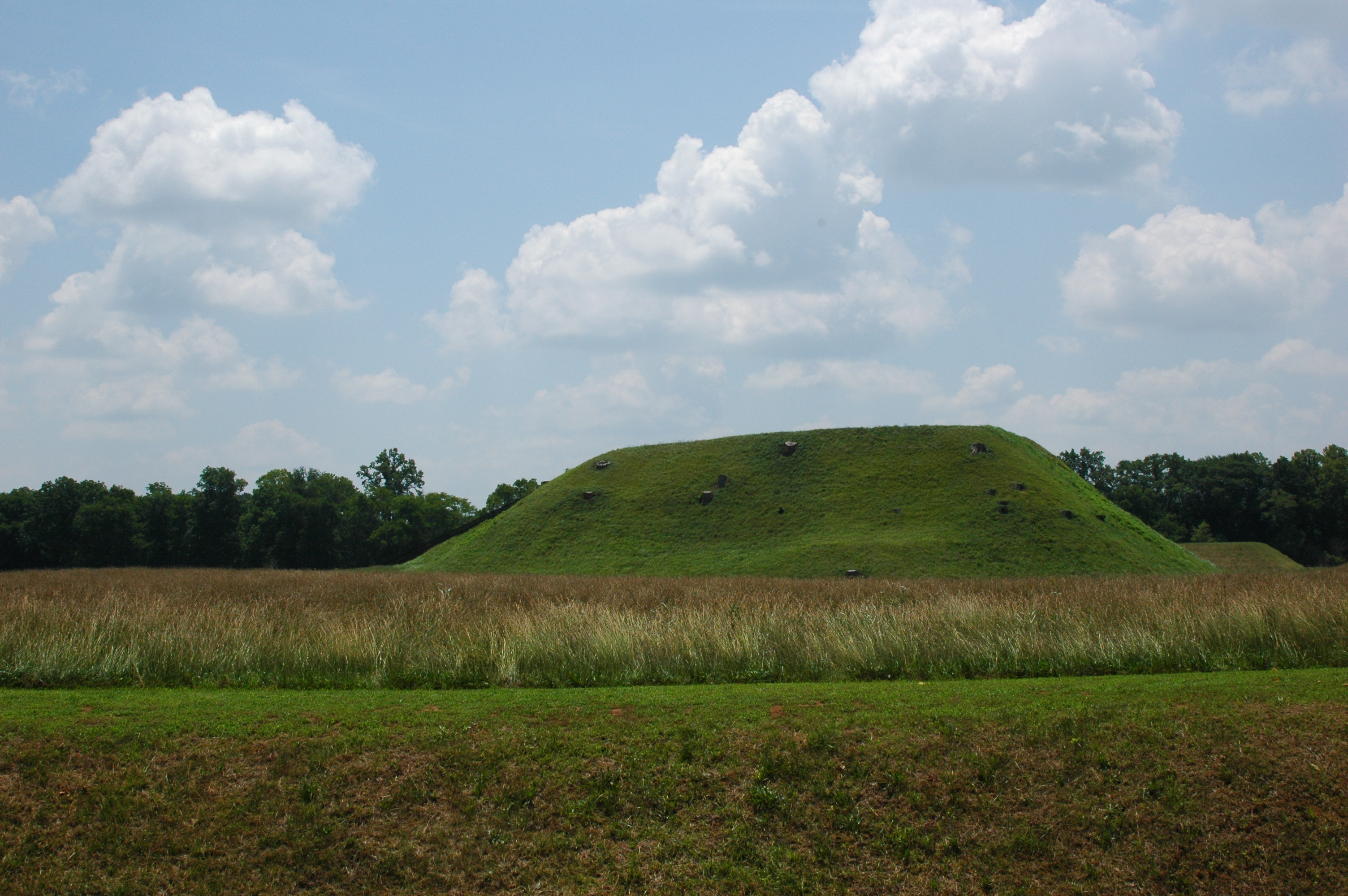
Monticle A d'Etowah
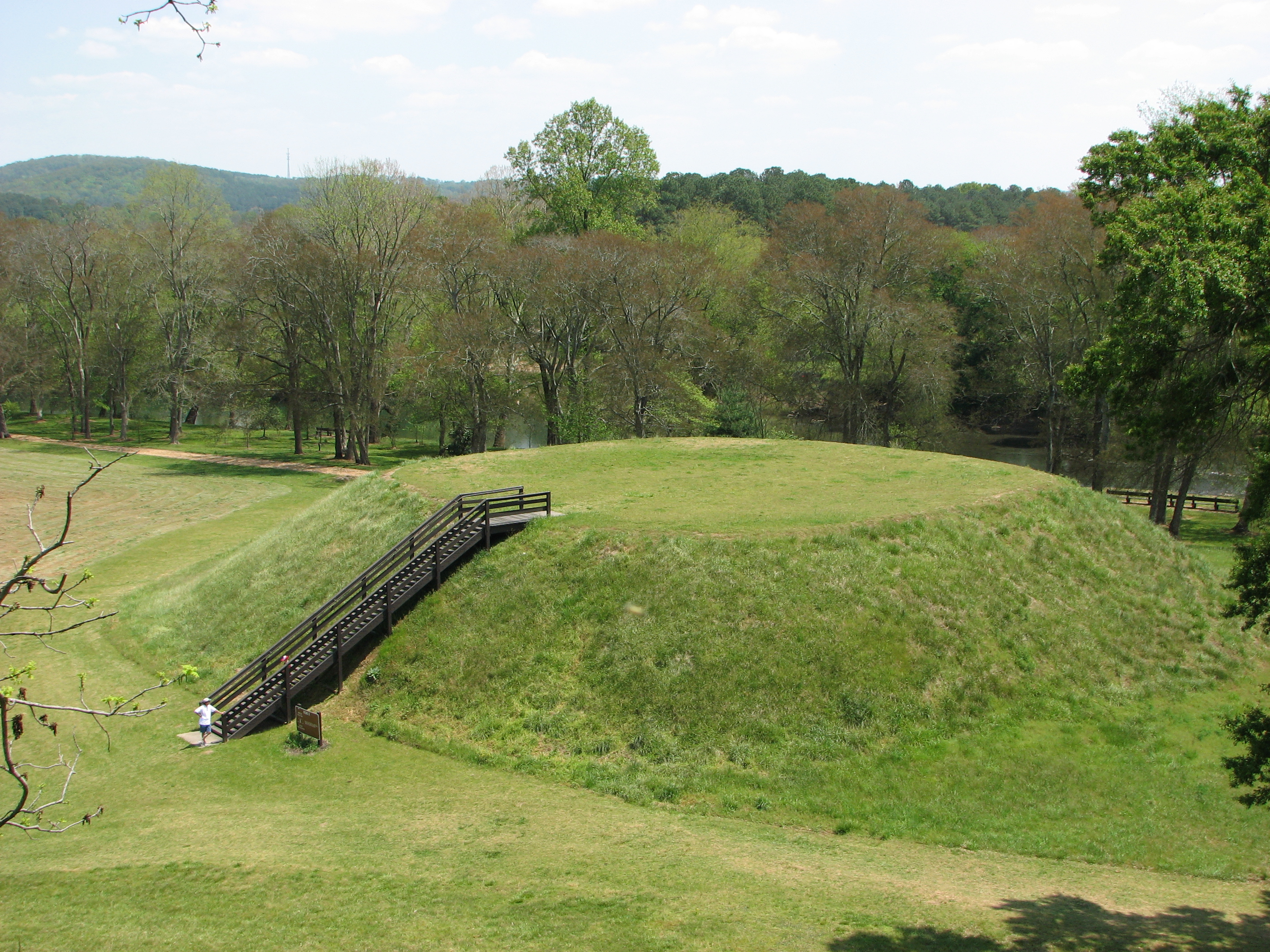
Monticle B d'Etowah
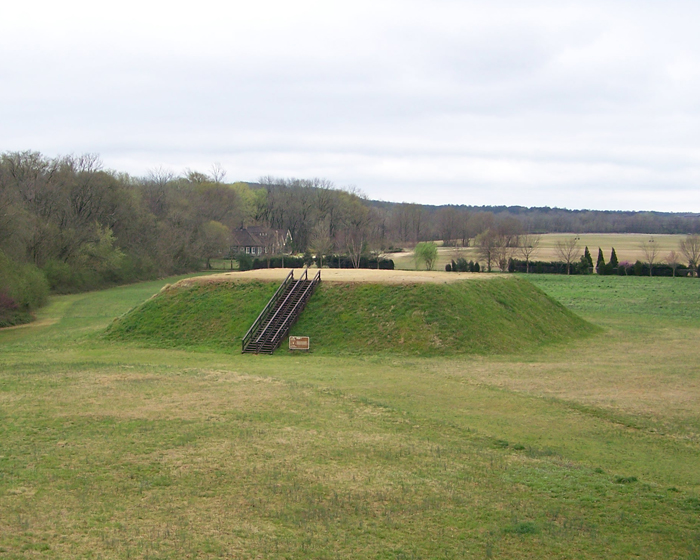
Monticle C d'Etowah
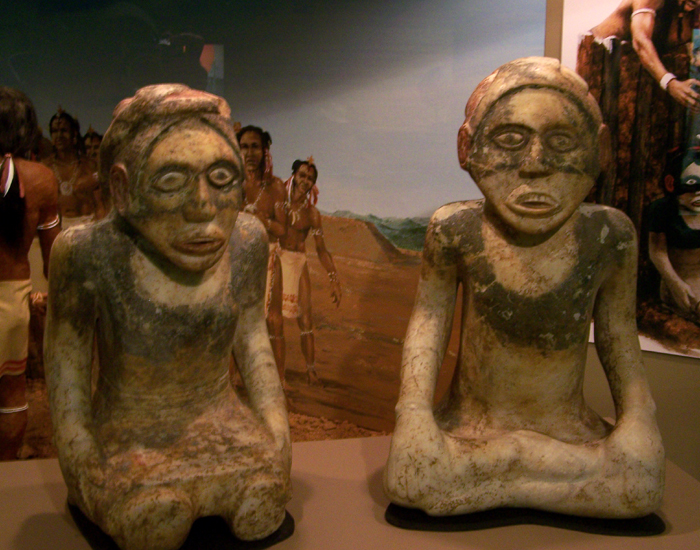
Parella de figures de marbre al monticle C (ca. 1250–1375)

## Interpretacions
Una interpretació de molts anys dels monticles de Misssissipí prové de Vernon James Knight, qui va dir que els monticles del Mississipi van ser un dels tres «sacra», o objectes d'exhibició sagrats, de la religió del Mississipi. La seva lògica es basa en l'analogia amb dades etnogràfiques i històriques relacionades sobre els grups tribals dels nadius americans al sud-est dels Estats Units.
Knight suggereix una organització ritual microcòsmica al voltant d'una «terra natal» autòctona, l'agricultura, la fertilitat i l'esquema de purificació, en el que monticles i el disseny del lloc repliquen la cosmologia. Els episodis de reconstrucció de monticles s'interpreten com a rituals de sepultura i de renovació, mentre que la construcció de quatre costats actua per replicar a la terra plana i els quatre costats de la terra.

## Altres cultures

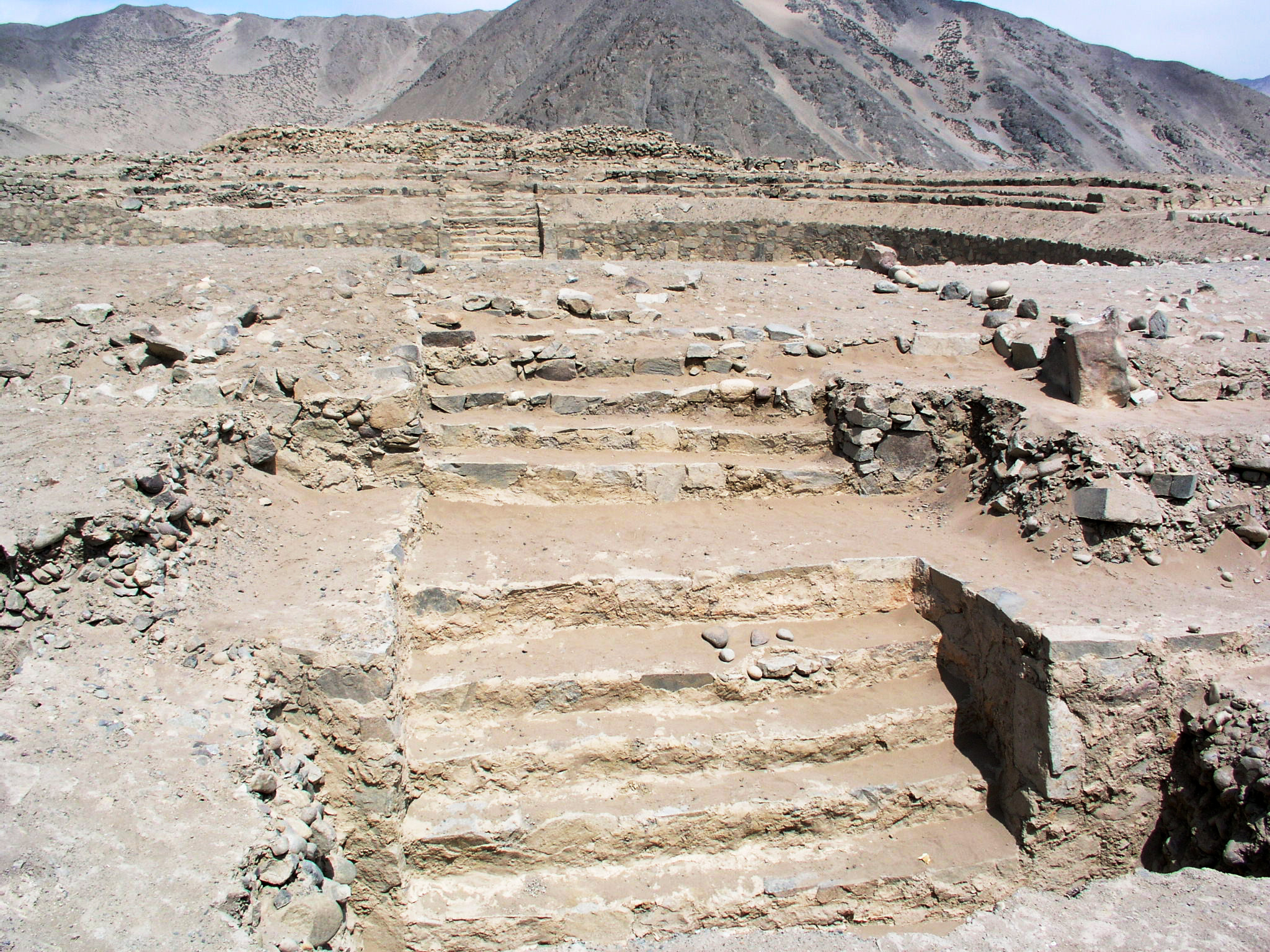
Restes d'estructures en terraplens a Caral.

L'ús de monticles de plataforma està documentat en altres parts del món, incloent: 
- a Mesoamèrica la cultura olmeca i d'altres grups
- Civilització de Caral societat precolombina
- l'Hohokam
- en els períodes de l'antiga Xina